# Gyilkos randi
A Gyilkos randi (eredeti cím: Drop) 2025-ben bemutatott amerikai filmthriller, amelyet Christopher Landon rendezett. A főbb  szerepekben Meghann Fahy, Brandon Sklenar, Violett Beane és Jeffery Self és Jacob Robinson látható.
Az Amerikai Egyesült Államokban 2025. április 11-én, Magyarországon 2025. április 10-én mutatták be a mozikban.

## Cselekmény
A chicagoi terapeuta, Violet Gates újra randizni kezd, miután erőszakos férje, Blake meghalt. Kisfiát, Tobyt otthon hagyja húgára, Jenre bízva, és elindul a Palate nevű étterembe, hogy találkozzon a fotós Henry Campbell-lel, akivel egy társkereső alkalmazáson keresztül ismerkedett meg.
Miközben Violet Henry érkezésére vár, találkozik a pultos Carával, a zongorista Phill-lel, valamint két vendéggel, Connoral és Richárddal, akik vakrandin vannak. Hamarosan Violet üzeneteket kezd el kapni egy ismeretlen felhasználótól – kezdetben vicces mémek érkeznek, de ezek egyre fenyegetőbbé válnak. Henry végül megérkezik, leülnek, és az új pincér, Matt szolgálja ki őket. A digitális üzenetek tovább érkeznek, Henry pedig megpróbál segíteni Violetnek kideríteni, ki lehet a zaklató. Azt gyanítják, hogy valaki az étterem adott részében figyeli őket. A zaklató végül felszólítja Violetet, hogy nézzen rá a biztonsági kamerarendszerére – a képeken egy maszkos fegyveres látható, aki eszméletlenre veri Jent és bezárja Tobyt a szobájába. Violetnek megparancsolják, hogy semmiképp ne szóljon senkinek és ne próbáljon elmenekülni, különben a fia meghal. Violet rájön, hogy az étterem be van poloskázva, és a zaklató figyeli őt a biztonsági kamerákon keresztül.
Ezután arra utasítják, hogy vegyen ki egy kamerát Henry táskájából, és semmisítse meg az SD-kártyát. Violet engedelmeskedik, és felfedezi, hogy Henry, aki a város polgármesterének dolgozik, olyan bizonyítékokat fotózott, amelyek sikkasztásra utalnak. Henry gyanakodni kezd Violet viselkedésére és távozni akar, de Violet megcsókolja őt, és megnyílik előtte Blake-kel való traumatikus kapcsolatáról. Ekkor a zaklató felszólítja Violetet, hogy hozzon ki egy fiolát a mosdóból, amely méreggel van tele, és ölje meg Henryt.
Gyanakodva Connorra, Violet szembesíti őt, de nem tudja bizonyítani, hogy bármit is tett volna. Mivel nem hajlandó megölni Henryt, Violet egy cetlit csúsztat Philnek, amelyben tájékoztatja a túszhelyzetről. Phil ezután összeesik és meghal – kiderül, hogy megmérgezték, miközben megpróbált elmenekülni az épületből. A zaklató kigúnyolja Violetet a sikertelen terv miatt, és követeli, hogy azonnal ölje meg Henryt. Violet rendel néhány röviditalt, és belecsempészi a mérget Henry italába. Mikor azonban Henry meg akarná inni, Violet pánikba esik, és próbálja megakadályozni – de csak felfordulást okoz. Amíg Henry elmegy megtisztítani magát, Cara érdeklődik Violet hogyléte felől, és megemlíti, hogy Richardnak is volt már hasonló rossz randija, és egész este figyelte Violet asztalát. Violet ezután meglátogatja Richardot az italokkal, és Richard végül felfedi: ő az, aki zaklatja Violetet.
Elmondja, hogy a polgármester megbízásából dolgozik, és azt tervezi, hogy megöli Henryt, aki vallomást tenne a polgármester ellen – mindezt úgy, hogy a gyilkosságot Violet nyakába varrja. Henry megérkezik, és megissza az italát, de amikor Richard hencegni kezd Violet előtt, Violet elárulja, hogy valójában Richard desszertjét mérgezte meg. A feldühödött Richard megpróbálja lelőni Violetet, de Henry félrelöki őt, és őt találják el. Dulakodás kezdődik, mely során Cara is megsérül, Richard pedig utasítja egyik embereit, hogy ölje meg Tobyt és Jent. A verekedés során betörik az étterem ablaka, Violet és Richard kizuhannak – Richard meghal, Henry viszont megmenti Violetet. Violet Henry kocsijával hazarohan, ahol Jen eközben felébred és harcol a fegyveres férfival. Jen és Toby felmenekülnek az emeletre, de Jen lelövik. Violet megérkezik, és leszúrja a támadót, aki végül sarokba szorítja őt. Toby megszerzi a fegyvert, és Violet lelövi a bérgyilkost.
Néhány idő elteltével Violet meglátogatja Henryt és Jent a kórházban. A polgármestert leleplezték, és nyomozás indult ellene. Jen küld egy tréfás üzenetet Violetnek és Henrynek, miközben az új pár második randit tervez.

## Szereplők
| Szereplő       | Színész            | Magyar hang           | Leírás                                    |
| -------------- | ------------------ | --------------------- | ----------------------------------------- |
| Violet Gates   | Meghann Fahy       | Dobó Enikő            | Özvegy egyedülálló anya.                  |
| Henry Campbell | Brandon Sklenar    | Mészáros Béla         | Violet randipartnere.                     |
| Jen Gates      | Violett Beane      | Szakács Hajnalka      | Violet húga, aki a nő gyermekére vigyázz. |
| Toby Gates     | Jacob Robinson     | Holló-Zsadányi Denisz | Violet fia.                               |
| Richard        | Reed Diamond       | Ifj. Fillár István    | Zsaroló.                                  |
| Cara           | Gabrielle Ryan     | Varga Lili            | Csapos.                                   |
| Matt           | Jeffery Self       | Ágoston Péter         | Pincér.                                   |
| Phil           | Ed Weeks           | Magyar Bálint         | Zongorista.                               |
| Maszkos férfi  | Benjamin Pelletier |                       | Maszkos férfi.                            |
| Connor         | Travis Nelson      | L. Nagy Attila        | Az étterem vendége.                       |
| Blake          | Michael Shea       | Fehér Tibor           | Violet bántalmazó férje.                  |

### Magyar változat
- Magyar szöveg: Dittrich-Varga Fruzsina
- Felvevő hangmérnök: Gábor Dániel
- Vágó: Sári-Szemerédi Gabriella
- Gyártásvezető: Cabello-Colini Borbála
- Szinkronrendező: Báthory Orsolya
- Produkciós vezető: Hagen Péter

A szinkront a Mafilm Audio Kft. készítette.

## A film készítése
2024 februárjában bejelentették, hogy a Gyilkos randi című film fejlesztés alatt áll, Christopher Landon rendezésében, miután kilépett a Sikoly 7. projektből. A forgatókönyvet Jillian Jacobs és Chris Roach írják, a főszerepet pedig Meghann Fahy játssza.
Márciusban Brandon Sklenar csatlakozott a stábhoz. Áprilisban Jeffery Self, Gabrielle Ryan Spring, Violett Beane és Jacob Robinson is szerepet kaptak. Májusban Ed Weeks is csatlakozott, ezzel teljessé vált a szereplőgárda.
A forgatás Írországban kezdődött, 2024 áprilisának végén.